# 暴露評估
暴露評估是環境科學與職業衛生的一個分支領域，其著重於含有污染物環境與生物體之間發生的過程。這是釋放環境污染物的最後步驟，可經由(物質)傳輸而影響生物系統。它試圖去測量已暴露的目標生物體可以吸收多少污染物以及在吸收過程中是以何種形式、何種速率及實際吸收了多少量而造成生物效應。雖然相同的一般概念可適用於其他生物體，但絕大多數暴露評估的應用都與人類健康有關，這也使其成為公共卫生領域的重要工具。 

## 定義
暴露評估是估計或測量某種物質暴露的多寡、頻率、持續時間以及所暴露人群的數量及特性的過程。在理想情況下，它描述了評估中的來源、途徑、路徑及不確定性。
暴露分析是描述個人或群體如何接觸污染物的科學，其包括跨空間和跨時間接觸量的量化。在許多實際情況下，“暴露評估”和“暴露分析”常被當作同義詞。風險是暴露和危害的函數。舉例而言，即便是劇毒（高危險）物質，若暴露量近似於零，也不大可能會出現不良結果的風險。相反地，如果個人或人群處於高度暴露，就算是中度毒性物質也可能會帶來重大風險。  

## 應用
暴露的定量測量用於：在風險評估中，結合毒理學以確定釋放到環境中該物質造成的(暴露)風險，以建立保護的準則，在流行病學中，去區分暴露組和對照組，以保護工人免於職業危害。